# MTR (утиліта)
MTR (від англ. My traceroute, спочатку називалась англ. Matt's traceroute) — службова комп'ютерна програма, котра об'єднує функціонал утиліт traceroute та ping у одній утиліті діагностики мережі.
MTR зондує маршрутизатори (англ. router) по шляху маршрутизації, обмежуючи кількість пересилань (англ. hops) окремих пакетів, котрі можуть перетинати їх та слухаючи  відповіді про закінчення їх терміну. Це виконується регулярно, як правило один раз на секунду, і відстежується час відгуку пересилань по шляху.

## Історія
Спочатку програма Matt's traceroute була розроблена Matt Kimball у 1997 році. Roger Wolff взяв на себе підтримку MTR (перейменував у My traceroute) у жовтні 1998 року.

## Основи
MTR ліцензується згідно умов GNU General Public License (скор.англ. GPL) і працює у всіх сучасних UNIX-подібних операційних системах. Як правило працює у текстовій консолі, але також має опціональний базований на GTK+- графічний інтерфейс користувача (англ. graphical user interface(GUI)).
MTR спирається на Internet Control Message Protocol (ICMP) Time Exceeded (type 11, code 0) коли пакети повертаються від маршрутизаторів, або ICMP Echo Reply packets коли пакети потрапляють до свого хоста призначення.  MTR також має режим  User Datagram Protocol (UDP) (задається параметром "-u" у командній стрічці або натисканням клавіші "u" в інтерфейсі curses), котрий надсилає пакети UDP, з time to live (TTL) полем у заголовку IP збільшуючи по одному у кожній надісланій пробі, у напрямку хоста призначення. Коли використовується режим UDP, MTR спирається на ICMP port unreachable packets (type 3, code 3) коли призначення досягнуто.
MTR також підтримує IPv6 і працює у схожий манер, але спирається на повідомлення ICMPv6 .
Утиліта часто використовується для аналізу несправностей мережі. Показує список маршрутизаторів, котрі були перетнуті, і середній час між відправленням запиту й одержанням відповіді (RTT, від англ. Round Trip Time), а також кількість втрачених пакетів(англ. packet loss) для кожного маршрутизатора, це дозволяє ідентифікувати зв'язки між двома даними маршрутизаторами, відповідальними за певні частини загальної затримки або втрати пакетів у мережі. Це може допомогти ідентифікувати проблеми надмірного навантаження мережі.

## Windows версії
WinMTR це застосунок з Windows GUI та функціональністю еквівалентною MTR. Спочатку він був розроблений Appnor MSP S.R.L.; зараз підтримується White-Tiger. Хоча функціонал дуже схожий, але WinMTR не має спільного коду з MTR.
Існує консольна версія MTR для Windows, але вона має менше функцій, ніж MTR для інших платформ.

## Див.також
- Traceroute
- Ping
- Основний шлюз